# Silbo Gomero
Silbo Gomero (tiếng Tây Ban Nha: silbo gomero [ˈsilβo ɣoˈmeɾo], '(tiếng) huýt sáo Gomera'), còn gọi đơn giản là el silbo ('huýt sáo'), là một ngữ vực huýt sáo của tiếng Tây Ban Nha do cư dân La Gomera ở quần đảo Canaria sử dụng, nhằm giao tiếp hiệu quả trên hòn đảo đầy khe núi sâu và thung lũng hẹp này. Nó cho phép đưa thông tin đi trong vòng khoảng cách đến 5 km. Nhờ vào độ ồn ào, Silbo Gomero hay được dùng trong truyền thông công cộng. Thông tin truyền đi có thể đơn giản là một lời mời dự tiệc hay quan trọng hơn, như thông báo cộng đồng chẳng hạn.
Người dùng Silbo Gomero có lúc được gọi là silbador ('người huýt sáo') trong tiếng Tây Ban Nha. Silbo Gomero là sự chuyển đổi từ tiếng Tây Ban Nha nói sang dạng huýt sáo. Hệ thống âm vị tiếng Tây Ban Nha được đơn giản hoá thành một tập hợp âm vị huýt. Nó được UNESCO công nhận là một Kiệt tác Di sản Phi Vật thể và Truyền miệng Nhân loại vào năm 2009.